# Marter der Liebe
Marter der Liebe ist ein deutsches Stummfilm-Melodram aus dem Jahre 1928 von Carmine Gallone mit Olga Tschechowa und Hans Stüwe in den Hauptrollen. 

## Handlung
Russland zu Revolutionszeiten. Marja Suminska hat auf der Flucht vor den bolschewistischen Truppen, die ihren adeligen Gatten erschossen haben, ihren kleinen Sohn verloren, der bei voller Fahrt unter Granatbeschuss vom Schlitten fiel und dabei unverletzt in einen Granattrichter fiel. Verzweifelt ist sie seitdem auf der Suche nach ihm und erfährt eines Tages, dass der kleine Junge von anderen Flüchtenden in Richtung Westen nach Paris mitgenommen worden sein soll. Mit ihrem letzten Geld bricht Marja nach Paris auf, um dort nach ihrem Kind zu suchen. Tatsächlich stößt sie auf den Jungen, muss aber zu ihrem Entsetzen feststellen, dass es sich dabei nicht um ihren Sohn handelt. Aus Verzweiflung will sich Marja das Leben nehmen und stürzt sich in selbstmörderischer Absicht in einen Kanal. Ein vorbeigehender Maler sieht das Drama und fischt die Exilrussin wieder aus dem Wasser. Der Mann heißt Bruno Bronek, nimmt die Frierende erst einmal zu sich nach Haus und gibt ihr Obdach. Um ein wenig für Ablenkung zu sorgen, nimmt Bruno Marja in den kommenden Tagen mit zu einem Künstlerfest. Auf dieser Veranstaltung nähert sich Marja ein maskierter Mann, der ihr sibyllinisch mitteilt, dass er etwas über ihr verloren gegangenes Kind wisse. 
Marja weiß nicht, dass sich hinter dieser Maske ein Offizier verbirgt, den sie einst daheim in Russland mit seinen Werbungen um ihre Gunst abgewiesen hatte. Der Mann, Pierre, behauptet, er habe damals den vom Schlitten gefallenen Jungen aufgelesen und zu sich genommen. Nun verlangt er nicht weniger als Marjas Zuneigung, um dieser den Aufenthaltsort ihres Sohnes zu nennen. Geschickt lockt der Fremde Marja in seine Wohnung, um dort über sie herzufallen. Doch Bruno und seine beiden Künstlerkollegen Viktor und Robert wissen das Schlimmste zu verhindern und pressen aus dem Wüterich die Aufenthaltsadresse von Marjas Sohn, ein Bauernhof, heraus. Der Sohn soll sich in Polen aufhalten, woraufhin sich Marja und Bruno augenblicklich aufmachen. Pierre aber, der das Flugzeug nimmt, ist vor ihnen da und flüchtet mit dem Jungen. Es folgt eine halsbrecherische Verfolgungsjagd durch eine winterliche Landschaft. Dabei bricht der Kidnapper auf einem Schlitten auf einem zugefrorenen See, einem Grenzgewässer zwischen dem freien Polen und dem bolschewistischen Russland, ein und ertrinkt. Bruno kann den Jungen im letzten Moment retten und seiner Mutter zurückgeben.

## Produktionsnotizen
Gedreht zum Jahresbeginn 1928 in den Efa-Filmstudios, passierte Marter der Liebe am 26. April desselben Jahres die Filmzensur und wurde am 8. August 1928 in Berlins Capitol-Kino uraufgeführt. Die Länge des mit Jugendverbot belegten Achtakters betrug 2643 Meter. Gelegentlich wurde der Film auch unter dem Titel Liebeshölle und in Österreich als Verfolgt gezeigt.
Die Filmbauten entwarfen Otto Erdmann und Hans Sohnle. Die Standfotos besorgte Walter Lichtenstein.

## Kritiken
Das Kino-Journal sah hier „einen durchwegs sehr spannenden Film.“
Das Salzburger Volksblatt schrieb: „Ergötzlich ein paar Blicke in das Künstlertreiben von Montmartre und Montparnasse, sehr fein und unsentimental die Liebeshandlung, die mit Lebensrettung beginnt und über eine wahnsinnige Jagd nach dem Entführer des Kindes zu einem fast nicht mehr erwartete happy end führt.“
Das linke Blatt Die Unzufriedene riet von dem Film ab, der zwar eine glänzende Inszenierung aufweise, aber: „Wenn das Filmkapital wähnt, bei jeder Gelegenheit die Revolution des Proletariats beschimpfen zu müssen, dann darf es von arbeitenden Menschen nicht erwarten, daß sie sich dies Filme ansehen.“